# Zhang Yu (actor)
Zhang Yu (章宇) (Duyun, 25 de septiembre de 1982) es un actor chino multipremiado, nacido como Zhang Xin. Entre las obras por las que ha sido premiado se destacan Wo bu shi yao shen (trad. Muriendo para sobrevivir, 2018) y Wu ming zhi bei (trad. Un pez frío, 2018).

## Filmografía
| Año  | Título en español                                               | Título en chino      | Pinyin                           | Personaje                | Observaciones              | Fuente            |
| ---- | --------------------------------------------------------------- | -------------------- | -------------------------------- | ------------------------ | -------------------------- | ----------------- |
| 2005 | El último sueño de Xiongguan (TV)                               | 雄關遺夢             | Xiong Guan Yi Meng               | Guarda                   |                            | [ 1 ] [ 2 ] [ 3 ] |
| 2005 | Amanecer sangriento (TV)                                        | 喋血黎明             | Diéxuè límíng                    |                          | Con el nombre de Zhang Xin | [ 1 ] [ 4 ]       |
| 2008 | Fénix de agua                                                   | 水凤凰               | Shuǐ fènghuáng                   | Shan Gou de adulto       | Con el nombre de Zhang Xin | [ 1 ] [ 5 ]       |
| 2010 | Li Lei y Han Meimei                                             | 李雷与韩梅梅         | Lǐ Léi yǔ Hán Méiméi             | Li Lei                   | Con el nombre de Zhang Xin | [ 1 ] [ 5 ]       |
| 2011 | Move along (tr. Avancemos)                                      | 老家新家             | Lǎojiā xīnjiā                    | Yu San-Xi                |                            | [ 1 ] [ 5 ] [ 6 ] |
| 2012 | The Cockfighters (Gallos de riña)                               |                      |                                  | Xiao Mao                 | Con el nombre de Zhang Xin | [ 7 ]             |
| 2012 | ¿Cuánto tiempo dura la felicidad para 59 centímetros de amor?   | 幸福59厘米之爱有多久 | Xìngfú 59 límǐ zhī ài yǒu duōjiǔ | Xin Zi                   |                            | [ 8 ]             |
| 2015 | The Day of Murder (El día del asesinato)                        | 白日殺機             | Báirìmèng                        | Chen Wei                 |                            | [ 9 ]             |
| 2016 | trd. Elegía de tierra caliente (TV)                             | 熱土悲歌             | Báirìmèng                        |                          |                            | [ 10 ]            |
| 2018 | Un elefante sentado y quieto                                    | 大象席地而坐         | Dà Xiàng Xí Dì Ér Zuò            | Yu Cheng                 |                            | [ 11 ]            |
| 2018 | Muriendo para sobrevivir (lit. «No soy el dios de la medicina») | 我不是药神           | Wǒ Bú Shì Yào Shén               | Peng Hao                 |                            | [ 12 ]            |
| 2018 | A cool fish (lit. «El desconocido»)                             | 無名之輩             | Wú Míng Zhī Bèi                  | Anteojos (Hu Guang-Sheng |                            | [ 13 ]            |
| 2020 | Manchurian Tiger (El tigre de Mancuria)                         | 東北虎               | Wú Míng Zhī Bèi                  | Anteojos (Hu Guang-Sheng |                            | [ 14 ]            |
| 2020 | Mi pueblo, mi Patria                                            | 我和我的家乡         | Wo he wo de jia xiang            | Policía                  |                            | [ 15 ]            |
| 2020 | De regreso al muelle                                            | 风平浪静             | Feng Ping Lang Jing              | Song Ho                  |                            | [ 16 ]            |

## Premios y nominaciones
| Año  | Premio                                                 | Categoría                                             | Película                                              | Resultado |
| ---- | ------------------------------------------------------ | ----------------------------------------------------- | ----------------------------------------------------- | --------- |
| 2018 | Festival de Premios Caballo de Oro de Cine de Taipéi   | Mejor actor de Reparto                                | No soy un dios de la medicina (Dà Xiàng Xí Dì Ér Zuò) | Nominado  |
| 2018 | Festival de Cine de Changchun                          | Mejor Actor de Reparto                                | No soy un dios de la medicina (Dà Xiàng Xí Dì Ér Zuò) | Nominado  |
| 2019 | Festival de los Estudiantes de Cine de Pekín           | Mejor Actor                                           | Un pez frío (Wu ming zhi bei)                         | Nominado  |
| 2019 | Festival de los Estudiantes de Cine de Pekín           | Mejor Actor Debutante                                 | Un pez frío (Wu ming zhi bei)                         | Ganador   |
| 2019 | Premios del Cine Asiático                              | Mejor Actor de Reparto                                | Muriendo para sobrevivir (Wo bu shi yao shen)         | Ganador   |
| 2019 | Premios de la Asociación de Críticos del Cine Asiático | Mejor Actor de Reparto                                | Muriendo para sobrevivir (Wo bu shi yao shen)         | Ganador   |
| 2019 | Premios del Gremio de Directores de China              | Mejor Actor                                           | Un pez frío (Wu ming zhi bei)                         | Nominado  |
| 2019 | Premios CinEuforia                                     | Mejor Ensamble Actoral (compartido)                   | Un elefante sentado y quieto (Wu ming zhi bei)        | Nominado  |
| 2019 | Festival de Cine de la Isla Faro                       |                                                       |                                                       |           |
| 2019 | Mejor Actor de Reparto                                 | No soy un dios de la medicina (Dà Xiàng Xí Dì Ér Zuò) | Ganador                                               |           |
| 2019 | Mejor Ensamble Actoral (compartido)                    | Muriendo para sobrevivir (Wo bu shi yao shen)         | Ganador                                               |           |
| 2019 | Mejor Ensamble Actoral (compartido)                    | No soy un dios de la medicina (Dà Xiàng Xí Dì Ér Zuò) | Nominado                                              |           |
| 2019 | Premios Gallo de Oro                                   | Mejor Actor de Reparto                                | Muriendo para sobrevivir (Wo bu shi yao shen)         | Nominado  |
| 2019 | Premios Huading                                        |                                                       |                                                       |           |
| 2019 | Mejor Actor Debutante                                  | Un pez frío (Wu ming zhi bei)                         | Nominado                                              |           |
| 2019 | Mejor Actor de Reparto                                 | Un pez frío (Wu ming zhi bei)                         | Nominado                                              |           |
| 2019 | Ceremonia de los Premios Weibo                         | Mejor Casting (compartido)                            | Muriendo para sobrevivir (Wo bu shi yao shen)         | Nominado  |
| 2020 | Sir Movie Cultural And Entertainment Industry Award    | Mejor Casting                                         | De regreso al muelle (Feng Ping Lang Jing)            | Nominado  |
| 2020 | Sir Movie Cultural And Entertainment Industry Award    | Mejor Actor Protagónico                               | De regreso al muelle (Feng Ping Lang Jing)            | Nominado  |
| 2020 | Premios IFeng                                          | Mejor Actor                                           | De regreso al muelle (Feng Ping Lang Jing)            | Nominado  |